# Championnats d'Europe de patinage de vitesse
Les championnats d'Europe de patinage de vitesse sont une compétition annuelle de patinage de vitesse, organisée par l'Union internationale de patinage depuis 1893 pour les hommes et 1974 pour les femmes. À partir de 2017, sont organisés conjointement les « championnats d'Europe de sprint de patinage de vitesse ». En 2018 et en 2020, les championnats d'Europe sont organisés en simple distance.

## Palmarès toutes épreuves

### Hommes
| Année | Lieu                                                 | Or                                                   | Argent                                               | Bronze                                               |
| 1893  | Berlin                                               | Rudolf Ericson                                       | ?                                                    | ?                                                    |
| 1894  | Hamar                                                | ?                                                    | ?                                                    | ?                                                    |
| 1895  | Budapest                                             | Alfred Næss                                          | ?                                                    | ?                                                    |
| 1896  | Hambourg                                             | Julius Seyler                                        | ?                                                    | ?                                                    |
| 1897  | Amsterdam                                            | Julius Seyler                                        | ?                                                    | ?                                                    |
| 1898  | Helsinki                                             | Gustaf Estlander                                     | ?                                                    | ?                                                    |
| 1899  | Davos                                                | Peder Østlund                                        | ?                                                    | ?                                                    |
| 1900  | Štrbské Pleso                                        | Peder Østlund                                        | ?                                                    | ?                                                    |
| 1901  | Trondheim                                            | Rudolf Gundersen                                     | ?                                                    | ?                                                    |
| 1902  | Davos                                                | Johan Schwartz                                       | ?                                                    | ?                                                    |
| 1903  | Christiania                                          | ?                                                    | ?                                                    | ?                                                    |
| 1904  | Davos                                                | Rudolf Gundersen                                     | ?                                                    | ?                                                    |
| 1905  | Stockholm                                            | ?                                                    | ?                                                    | ?                                                    |
| 1906  | Davos                                                | Rudolf Gundersen                                     | ?                                                    | ?                                                    |
| 1907  | Davos                                                | Moje Öholm                                           | ?                                                    | ?                                                    |
| 1908  | Klagenfurt                                           | Moje Öholm                                           | Oscar Mathisen                                       | Thomas Bohrer                                        |
| 1909  | Budapest                                             | Oscar Mathisen                                       | Thomas Bohrer                                        | Moje Öholm                                           |
| 1910  | Viipuri                                              | Nikolay Strunnikov                                   | Magnus Johansen                                      | Oscar Mathisen                                       |
| 1911  | Hamar                                                | Nikolay Strunnikov                                   | Thomas Bohrer                                        | Otto Andersson                                       |
| 1912  | Stockholm                                            | Oscar Mathisen                                       | Gunnar Strömstén                                     | Martin Sæterhaug                                     |
| 1913  | Saint-Pétersbourg                                    | Vasili Ippolitov                                     | Oscar Mathisen                                       | Nikita Najdenov                                      |
| 1914  | Berlin                                               | Oscar Mathisen                                       | Vasili Ippolitov                                     | Bjarne Frang                                         |
| 1915  | Non disputé en raison de la Première guerre mondiale | Non disputé en raison de la Première guerre mondiale | Non disputé en raison de la Première guerre mondiale | Non disputé en raison de la Première guerre mondiale |
| 1916  | Non disputé en raison de la Première guerre mondiale | Non disputé en raison de la Première guerre mondiale | Non disputé en raison de la Première guerre mondiale | Non disputé en raison de la Première guerre mondiale |
| 1917  | Non disputé en raison de la Première guerre mondiale | Non disputé en raison de la Première guerre mondiale | Non disputé en raison de la Première guerre mondiale | Non disputé en raison de la Première guerre mondiale |
| 1918  | Non disputé en raison de la Première guerre mondiale | Non disputé en raison de la Première guerre mondiale | Non disputé en raison de la Première guerre mondiale | Non disputé en raison de la Première guerre mondiale |
| 1919  | Non disputé en raison de la Première guerre mondiale | Non disputé en raison de la Première guerre mondiale | Non disputé en raison de la Première guerre mondiale | Non disputé en raison de la Première guerre mondiale |
| 1920  | Non disputé en raison de la Première guerre mondiale | Non disputé en raison de la Première guerre mondiale | Non disputé en raison de la Première guerre mondiale | Non disputé en raison de la Première guerre mondiale |
| 1921  | Non disputé en raison de la Première guerre mondiale | Non disputé en raison de la Première guerre mondiale | Non disputé en raison de la Première guerre mondiale | Non disputé en raison de la Première guerre mondiale |
| 1922  | Helsinki                                             | Clas Thunberg                                        | Ole Olsen                                            | Asser Wallenius                                      |
| 1923  | Hamar                                                | Harald Strøm                                         | Clas Thunberg                                        | Roald Larsen                                         |
| 1924  | Christiania                                          | Roald Larsen                                         | Clas Thunberg                                        | Oskar Olsen                                          |
| 1925  | Saint-Moritz                                         | Otto Polacsek                                        | Roald Larsen                                         | Oskar Olsen                                          |
| 1926  | Chamonix                                             | Julius Skutnabb                                      | Otto Polacsek                                        | Uuno Pietilä                                         |
| 1927  | Stockholm                                            | Bernt Evensen                                        | Clas Thunberg                                        | Ivar Ballangrud                                      |
| 1928  | Oslo                                                 | Clas Thunberg                                        | Bernt Evensen                                        | Roald Larsen                                         |
| 1929  | Davos                                                | Ivar Ballangrud                                      | Clas Thunberg                                        | Roald Larsen                                         |
| 1930  | Trondheim                                            | Ivar Ballangrud                                      | Michael Staksrud                                     | Thorstein Stenbek                                    |
| 1931  | Stockholm                                            | Clas Thunberg                                        | Ossi Blomqvist                                       | Dolf van der Scheer                                  |
| 1932  | Davos                                                | Clas Thunberg                                        | Ossi Blomqvist                                       | Rudolf Riedl                                         |
| 1933  | Viipuri                                              | Ivar Ballangrud                                      | Birger Wasenius                                      | Kalle Paananen                                       |
| 1934  | Hamar                                                | Michael Staksrud                                     | Max Stiepl                                           | Karl Wazulek                                         |
| 1935  | Helsinki                                             | Karl Wazulek                                         | Bernt Evensen                                        | Birger Wasenius                                      |
| 1936  | Oslo                                                 | Ivar Ballangrud                                      | Charles Mathiesen                                    | Harry Haraldsen                                      |
| 1937  | Davos                                                | Michael Staksrud                                     | Hans Engnestangen                                    | Birger Wasenius                                      |
| 1938  | Oslo                                                 | Charles Mathiesen                                    | Harry Haraldsen                                      | Ivar Ballangrud                                      |
| 1939  | Riga                                                 | Alfons Berzins                                       | Charles Mathiesen                                    | Aage Johansen                                        |
| 1940  | Non disputé en raison de la Seconde guerre mondiale  | Non disputé en raison de la Seconde guerre mondiale  | Non disputé en raison de la Seconde guerre mondiale  | Non disputé en raison de la Seconde guerre mondiale  |
| 1941  | Non disputé en raison de la Seconde guerre mondiale  | Non disputé en raison de la Seconde guerre mondiale  | Non disputé en raison de la Seconde guerre mondiale  | Non disputé en raison de la Seconde guerre mondiale  |
| 1942  | Non disputé en raison de la Seconde guerre mondiale  | Non disputé en raison de la Seconde guerre mondiale  | Non disputé en raison de la Seconde guerre mondiale  | Non disputé en raison de la Seconde guerre mondiale  |
| 1943  | Non disputé en raison de la Seconde guerre mondiale  | Non disputé en raison de la Seconde guerre mondiale  | Non disputé en raison de la Seconde guerre mondiale  | Non disputé en raison de la Seconde guerre mondiale  |
| 1944  | Non disputé en raison de la Seconde guerre mondiale  | Non disputé en raison de la Seconde guerre mondiale  | Non disputé en raison de la Seconde guerre mondiale  | Non disputé en raison de la Seconde guerre mondiale  |
| 1945  | Non disputé en raison de la Seconde guerre mondiale  | Non disputé en raison de la Seconde guerre mondiale  | Non disputé en raison de la Seconde guerre mondiale  | Non disputé en raison de la Seconde guerre mondiale  |
| 1946  | Non disputé en raison de la Seconde guerre mondiale  | Non disputé en raison de la Seconde guerre mondiale  | Non disputé en raison de la Seconde guerre mondiale  | Non disputé en raison de la Seconde guerre mondiale  |
| 1947  | Stockholm                                            | Åke Seyffarth                                        | Göthe Hedlund                                        | Sverre Farstad                                       |
| 1948  | Hamar                                                | Reidar Liaklev                                       | Göthe Hedlund                                        | Odd Lundberg                                         |
| 1949  | Davos                                                | Sverre Farstad                                       | Hjalmar Andersen                                     | Kornél Pajor                                         |
| 1950  | Helsinki                                             | Hjalmar Andersen                                     | Reidar Liaklev                                       | Sverre Haugli                                        |
| 1951  | Oslo                                                 | Hjalmar Andersen                                     | Wim van der Voort                                    | Henry Wahl                                           |
| 1952  | Östersund                                            | Hjalmar Andersen                                     | Kees Broekman                                        | Kornél Pajor                                         |
| 1953  | Hamar                                                | Kees Broekman                                        | Wim van der Voort                                    | Karl Ivar Martinsen                                  |
| 1954  | Davos                                                | Boris Shilkov                                        | Hjalmar Andersen                                     | Sigvard Ericsson                                     |
| 1955  | Falun                                                | Sigvard Ericsson                                     | Oleg Goncharenko                                     | Dmitry Sakunenko                                     |
| 1956  | Helsinki                                             | Evgueni Grichine                                     | Knut Johannesen                                      | Sigvard Ericsson                                     |
| 1957  | Oslo                                                 | Oleg Goncharenko                                     | Knut Johannesen                                      | Roald Aas                                            |
| 1958  | Eskilstuna                                           | Oleg Goncharenko                                     | Vladimir Shilykovsky                                 | Knut Johannesen                                      |
| 1959  | Gothembourg                                          | Knut Johannesen                                      | Juhani Järvinen                                      | Toivo Salonen                                        |
| 1960  | Oslo                                                 | Knut Johannesen                                      | Boris Stenin                                         | Roald Aas                                            |
| 1961  | Helsinki                                             | Viktor Kosichkin                                     | Henk van der Grift                                   | André Kouprianoff                                    |
| 1962  | Oslo                                                 | Robert Merkulov                                      | André Kouprianoff                                    | Boris Stenin                                         |
| 1963  | Gothembourg                                          | Nils Aaness                                          | Knut Johannesen                                      | Per Ivar Moe                                         |
| 1964  | Oslo                                                 | Ants Antson                                          | Yuri Yumashev                                        | Per Ivar Moe                                         |
| 1965  | Gothembourg                                          | Eduard Matusevich                                    | Per Ivar Moe                                         | Viktor Kosichkin                                     |
| 1966  | Deventer                                             | Ard Schenk                                           | Kees Verkerk                                         | Valeri Kaplan                                        |
| 1967  | Lahti                                                | Kees Verkerk                                         | Valeri Kaplan                                        | Eduard Matusevich                                    |
| 1968  | Oslo                                                 | Fred Anton Maier                                     | Eduard Matusevich                                    | Magne Thomassen                                      |
| 1969  | Inzell                                               | Dag Fornæss                                          | Kees Verkerk                                         | Göran Claeson                                        |
| 1970  | Innsbruck                                            | Ard Schenk                                           | Dag Fornæss                                          | Göran Claeson                                        |
| 1971  | Heerenveen                                           | Dag Fornæss                                          | Ard Schenk                                           | Kees Verkerk                                         |
| 1972  | Davos                                                | Ard Schenk                                           | Roar Grønvold                                        | Jan Bols                                             |
| 1973  | Grenoble                                             | Göran Claeson                                        | Hans van Helden                                      | Harm Kuipers                                         |
| 1974  | Eskilstuna                                           | Göran Claeson.(2)                                    | Amund Sjøbrend                                       | Hans van Helden                                      |
| 1975  | Heerenveen                                           | Sten Stensen                                         | Harm Kuipers                                         | Piet Kleine                                          |
| 1976  | Oslo                                                 | Kay Arne Stenshjemmet                                | Sten Stensen                                         | Jan Egil Storholt                                    |
| 1977  | Larvik                                               | Jan Egil Storholt                                    | Kay Arne Stenshjemmet                                | Amund Sjøbrend                                       |
| 1978  | Oslo                                                 | Sergey Marchuk                                       | Sten Stensen                                         | Jan Egil Storholt                                    |
| 1979  | Deventer                                             | Jan Egil Storholt.(2)                                | Kay Arne Stenshjemmet                                | Sergey Marchuk                                       |
| 1980  | Trondheim                                            | Kay Arne Stenshjemmet.(2)                            | Jan Egil Storholt                                    | Tom Erik Oxholm                                      |
| 1981  | Deventer                                             | Amund Sjøbrend                                       | Hilbert van der Duim                                 | Kay Arne Stenshjemmet                                |
| 1982  | Oslo                                                 | Tomas Gustafson                                      | Rolf Falk-Larssen                                    | Hilbert van der Duim                                 |
| 1983  | La Haye                                              | Hilbert van der Duim                                 | Yep Kramer                                           | Bjørn Arne Nyland                                    |
| 1984  | Larvik                                               | Hilbert van der Duim.(2)                             | Rolf Falk-Larssen                                    | Frits Schalij                                        |
| 1985  | Eskilstuna                                           | Hein Vergeer                                         | Frits Schalij                                        | Oleg Bozhev                                          |
| 1986  | Oslo                                                 | Hein Vergeer.(2)                                     | Aleksandr Mozin                                      | Tomas Gustafson                                      |
| 1987  | Trondheim                                            | Nikolay Gulyayev                                     | Michael Hadschieff                                   | Hein Vergeer                                         |
| 1988  | La Haye                                              | Tomas Gustafson.(2)                                  | Leo Visser                                           | Gerard Kemkers                                       |
| 1989  | Gothembourg                                          | Leo Visser                                           | Gerard Kemkers                                       | Geir Karlstad                                        |
| 1990  | Heerenveen                                           | Bart Veldkamp                                        | Tomas Gustafson                                      | Leo Visser                                           |
| 1991  | Sarajevo                                             | Johann Olav Koss                                     | Leo Visser                                           | Bart Veldkamp                                        |
| 1992  | Heerenveen                                           | Falko Zandstra                                       | Johann Olav Koss                                     | Rintje Ritsma                                        |
| 1993  | Heerenveen                                           | Falko Zandstra.(2)                                   | Johann Olav Koss                                     | Rintje Ritsma                                        |
| 1994  | Hamar                                                | Rintje Ritsma                                        | Johann Olav Koss                                     | Falko Zandstra                                       |
| 1995  | Heerenveen                                           | Rintje Ritsma                                        | Falko Zandstra                                       | Roberto Sighel                                       |
| 1996  | Heerenveen                                           | Rintje Ritsma                                        | Ids Postma                                           | Martin Hersman                                       |
| 1997  | Heerenveen                                           | Ids Postma                                           | Rintje Ritsma                                        | Falko Zandstra                                       |
| 1998  | Helsinki                                             | Rintje Ritsma                                        | Roberto Sighel                                       | Vadim Sayutin                                        |
| 1999  | Heerenveen                                           | Rintje Ritsma                                        | Roberto Sighel                                       | Dmitry Shepel                                        |
| 2000  | Hamar                                                | Rintje Ritsma.(6)                                    | Eskil Ervik                                          | Ids Postma                                           |
| 2001  | Baselga di Pinè                                      | Dmitry Shepel                                        | Bart Veldkamp                                        | Ids Postma                                           |
| 2002  | Erfurt                                               | Jochem Uytdehaage                                    | Carl Verheijen                                       | Dmitry Shepel                                        |
| 2003  | Heerenveen                                           | Gianni Romme                                         | Rintje Ritsma                                        | Mark Tuitert                                         |
| 2004  | Heerenveen                                           | Mark Tuitert                                         | Carl Verheijen                                       | Jochem Uytdehaage                                    |
| 2005  | Heerenveen                                           | Jochem Uytdehaage.(2)                                | Sven Kramer                                          | Carl Verheijen                                       |
| 2006  | Hamar                                                | Enrico Fabris                                        | Eskil Ervik                                          | Håvard Bøkko                                         |
| 2007  | Collalbo                                             | Sven Kramer                                          | Enrico Fabris                                        | Carl Verheijen                                       |
| 2008  | Kolomna                                              | Sven Kramer                                          | Håvard Bøkko                                         | Enrico Fabris                                        |
| 2009  | Heerenveen                                           | Sven Kramer                                          | Håvard Bøkko                                         | Wouter Olde Heuvel                                   |
| 2010  | Hamar                                                | Sven Kramer                                          | Enrico Fabris                                        | Ivan Skobrev                                         |
| 2011  | Collalbo                                             | Ivan Skobrev                                         | Jan Blokhuijsen                                      | Koen Verweij                                         |
| 2012  | Budapest                                             | Sven Kramer                                          | Jan Blokhuijsen                                      | Håvard Bøkko                                         |
| 2013  | Heerenveen                                           | Sven Kramer                                          | Jan Blokhuijsen                                      | Håvard Bøkko                                         |
| 2014  | Hamar                                                | Jan Blokhuijsen                                      | Koen Verweij                                         | Håvard Bøkko                                         |
| 2015  | Tcheliabinsk                                         | Sven Kramer                                          | Koen Verweij                                         | Denis Yuskov                                         |
| 2016  | Minsk                                                | Sven Kramer                                          | Bart Swings                                          | Jan Blokhuijsen                                      |
| 2017  | Heerenveen                                           | Sven Kramer                                          | Jan Blokhuijsen                                      | Bart Swings                                          |
| 2019  | Collalbo                                             | Sven Kramer.(10)                                     | Patrick Roest                                        | Sverre Lunde Pedersen                                |
| 2021  | Heerenveen                                           | Patrick Roest                                        | Marcel Bosker                                        | Sverre Lunde Pedersen                                |
| 2023  | Hamar                                                | Patrick Roest.(2)                                    | Sander Eitrem (en)                                   | Bart Swings                                          |
| 2025  | Heerenveen                                           | Sander Eitrem (en)                                   | Peder Kongshaug                                      | Beau Snellink (en)                                   |

(*)Victoires

### Femmes
| Année | Lieu            | Or                            | Argent                          | Bronze                        |
| 1970  | Heerenveen      | Nina Statkevitch              | Stien Kaiser                    | Ans Schut                     |
| 1971  | Leningrad       | Nina Statkevitch.(2)          | Lyudmila Titova                 | Kapitolina Seregina           |
| 1972  | Inzell          | Atje Keulen-Deelstra          | Nina Statkevitch                | Lyudmila Savrulina            |
| 1973  | Brandbu         | Atje Keulen-Deelstra          | Trijnie Rep                     | Nina Statkevitch              |
| 1974  | Alma-Ata        | Atje Keulen-Deelstra.(3)      | Nina Statkevitch                | Tatyana Shelekova-Rastopshina |
| 1975  | Non organisés   | Non organisés                 | Non organisés                   | Non organisés                 |
| 1976  | Non organisés   | Non organisés                 | Non organisés                   | Non organisés                 |
| 1977  | Non organisés   | Non organisés                 | Non organisés                   | Non organisés                 |
| 1978  | Non organisés   | Non organisés                 | Non organisés                   | Non organisés                 |
| 1979  | Non organisés   | Non organisés                 | Non organisés                   | Non organisés                 |
| 1980  | Non organisés   | Non organisés                 | Non organisés                   | Non organisés                 |
| 1981  | Heerenveen      | Natalya Petrusyova            | Karin Enke                      | Gabi Zange                    |
| 1982  | Heerenveen      | Natalya Petrusyova.(2)        | Karin Busch                     | Natalya Glebova               |
| 1983  | Heerenveen      | Andrea Schöne                 | Karin Enke                      | Natalya Petrusyova            |
| 1984  | Alma-Ata        | Gabi Zange                    | Valentina Lalenkova-Golovenkina | Olga Pleshkova                |
| 1985  | Groningue       | Andrea Schöne                 | Yvonne van Gennip               | Sabine Brehm                  |
| 1986  | Geithus         | Andrea Schöne                 | Yvonne van Gennip               | Natalya Artamonova-Kurova     |
| 1987  | Groningue       | Andrea Schöne.(4)             | Yvonne van Gennip               | Jacqueline Börner             |
| 1988  | Kongsberg       | Andrea Ehrig                  | Gunda Kleemann                  | Yvonne van Gennip             |
| 1989  | Berlin-Ouest    | Gunda Kleemann                | Constanze Moser-Scandolo        | Jacqueline Börner             |
| 1990  | Heerenveen      | Gunda Kleemann                | Jacqueline Börner               | Heike Schalling               |
| 1991  | Sarajevo        | Gunda Kleemann                | Heike Schalling                 | Yvonne van Gennip             |
| 1992  | Heerenveen      | Gunda Niemann                 | Emese Hunyady                   | Heike Schalling               |
| 1993  | Heerenveen      | Emese Hunyady                 | Heike Schalling                 | Svetlana Bazhanova            |
| 1994  | Hamar           | Gunda Niemann                 | Svetlana Bazhanova              | Emese Hunyady                 |
| 1995  | Heerenveen      | Gunda Niemann                 | Annamarie Thomas                | Tonny de Jong                 |
| 1996  | Heerenveen      | Gunda Niemann                 | Annamarie Thomas                | Claudia Pechstein             |
| 1997  | Heerenveen      | Tonny de Jong                 | Gunda Niemann                   | Barbara de Loor               |
| 1998  | Helsinki        | Claudia Pechstein             | Anni Friesinger                 | Svetlana Bazhanova            |
| 1999  | Heerenveen      | Tonny de Jong.(2)             | Claudia Pechstein               | Annamarie Thomas              |
| 2000  | Hamar           | Anni Friesinger               | Gunda Niemann-Stirnemann        | Renate Groenewold             |
| 2001  | Baselga di Pinè | Gunda Niemann-Stirnemann.(8)  | Claudia Pechstein               | Wieteke Cramer                |
| 2002  | Erfurt          | Anni Friesinger               | Claudia Pechstein               | Renate Groenewold             |
| 2003  | Heerenveen      | Anni Friesinger               | Claudia Pechstein               | Renate Groenewold             |
| 2004  | Heerenveen      | Anni Friesinger               | Claudia Pechstein               | Renate Groenewold             |
| 2005  | Heerenveen      | Anni Friesinger.(5)           | Daniela Anschütz                | Claudia Pechstein             |
| 2006  | Hamar           | Claudia Pechstein             | Renate Groenewold               | Ireen Wüst                    |
| 2007  | Collalbo        | Martina Sáblíková             | Ireen Wüst                      | Renate Groenewold             |
| 2008  | Kolomna         | Ireen Wüst                    | Paulien van Deutekom            | Martina Sáblíková             |
| 2009  | Heerenveen      | Claudia Pechstein.(3)         | Daniela Anschütz-Thoms          | Martina Sáblíková             |
| 2010  | Hamar           | Martina Sáblíková             | Ireen Wüst                      | Daniela Anschütz-Thoms        |
| 2011  | Collalbo        | Martina Sáblíková             | Ireen Wüst                      | Marrit Leenstra               |
| 2012  | Budapest        | Martina Sáblíková             | Claudia Pechstein               | Ireen Wüst                    |
| 2013  | Heerenveen      | Ireen Wüst                    | Linda de Vries                  | Diane Valkenburg              |
| 2014  | Hamar           | Ireen Wüst                    | Yvonne Nauta                    | Martina Sáblíková             |
| 2015  | Tcheliabinsk    | Ireen Wüst                    | Martina Sáblíková               | Linda de Vries                |
| 2016  | Minsk           | Martina Sáblíková.(5)         | Ireen Wüst                      | Antoinette de Jong            |
| 2017  | Heerenveen      | Ireen Wüst.(5)                | Martina Sáblíková               | Antoinette de Jong            |
| 2019  | Collalbo        | Antoinette de Jong            | Martina Sáblíková               | Francesca Lollobrigida        |
| 2021  | Heerenveen      | Antoinette de Jong.(2)        | Irene Schouten                  | Martina Sáblíková             |
| 2023  | Hamar           | Antoinette de Jong.(3)        | Ragne Wiklund                   | Marijke Groenewoud            |
| 2025  | Heerenveen      | Antoinette Rijpma-de Jong.(4) | Joy Beune                       | Ragne Wiklund                 |

## Palmarès sprint

### Hommes
| Année | Lieu       | Or                 | Argent                      | Bronze               |
| 2017  | Heerenveen | Kai Verbij         | Kjeld Nuis                  | Nico Ihle            |
| 2019  | Collalbo   | Kai Verbij         | Håvard Holmefjord Lorentzen | Henrik Fagerli Rukke |
| 2021  | Heerenveen | Thomas Krol        | Hein Otterspeer             | Joel Dufter          |
| 2023  | Hamar      | Merijn Scheperkamp | Hein Otterspeer             | Marten Liiv          |
| 2025  | Heerenveen | Jenning de Boo     | Merijn Scheperkamp          | Tim Prins            |

### Femmes
| Année | Lieu       | Or                | Argent            | Bronze            |
| 2017  | Heerenveen | Karolína Erbanová | Jorien ter Mors   | Olga Fatkulina    |
| 2019  | Collalbo   | Vanessa Herzog    | Daria Kachanova   | Olga Fatkulina    |
| 2021  | Heerenveen | Jutta Leerdam     | Angelina Golikova | Femke Kok         |
| 2023  | Hamar      | Jutta Leerdam     | Femke Kok         | Vanessa Herzog    |
| 2025  | Heerenveen | Jutta Leerdam     | Femke Kok         | Suzanne Schulting |

## Palmarès simple distance

### Hommes

#### 500 m
| Année | Lieu       | Or                  | Argent                  | Bronze             |
| 2018  | Kolomna    | Ronald Mulder       | Mika Poutala            | Pavel Kulizhnikov  |
| 2020  | Heerenveen | Pavel Kulizhnikov   | Dai Dai N'tab (en)      | Ruslan Murashov    |
| 2022  | Heerenveen | Piotr Michalski     | Merijn Scheperkamp (en) | Dai Dai N'tab (en) |
| 2024  | Heerenveen | Jenning de Boo (en) | Marten Liiv (en)        | Marek Kania (pl)   |

#### 1 000 m
| Année | Lieu       | Or                | Argent              | Bronze         |
| 2018  | Kolomna    | Pavel Kulizhnikov | Denis Yuskov        | Nico Ihle      |
| 2020  | Heerenveen | Pavel Kulizhnikov | Thomas Krol         | Kai Verbij     |
| 2022  | Heerenveen | Thomas Krol       | Kjeld Nuis          | Kai Verbij     |
| 2024  | Heerenveen | Kjeld Nuis        | Jenning de Boo (en) | Tim Prins (en) |

#### 1 500 m
| Année | Lieu       | Or              | Argent       | Bronze               |
| 2018  | Kolomna    | Denis Yuskov    | Thomas Krol  | Koen Verweij         |
| 2020  | Heerenveen | Thomas Krol     | Denis Yuskov | Patrick Roest        |
| 2022  | Heerenveen | Kjeld Nuis      | Thomas Krol  | Allan Dahl Johansson |
| 2024  | Heerenveen | Peder Kongshaug | Kjeld Nuis   | Patrick Roest        |

#### 5 000 m
| Année | Lieu       | Or              | Argent               | Bronze              |
| 2018  | Kolomna    | Nicola Tumolero | Aleksandr Rumyantsev | Marcel Bosker       |
| 2020  | Heerenveen | Patrick Roest   | Sven Kramer          | Denis Yuskov        |
| 2022  | Heerenveen | Patrick Roest   | Jorrit Bergsma       | Hallgeir Engebråten |
| 2024  | Heerenveen | Patrick Roest   | Davide Ghiotto       | Sander Eitrem (en)  |

#### Poursuite
| Année | Lieu       | Or                                                               | Argent                                                                       | Bronze                                                         |
| 2018  | Kolomna    | Pays-Bas Jan Blokhuijsen Marcel Bosker Simon Schouten (en)       | Russie Sergey Gryaztsov (nl) Aleksandr Rumyantsev (en) Danila Semerikov (en) | Pologne Zbigniew Brodka Jan Szymański Adrian Wielgat (en)      |
| 2020  | Heerenveen | Pays-Bas Patrick Roest Marcel Bosker Sven Kramer                 | Russie Denis Yuskov Aleksandr Rumyantsev (en) Danila Semerikov (en)          | Norvège Sverre Lunde Pedersen Håvard Bøkko Hallgeir Engebråten |
| 2022  | Heerenveen | Pays-Bas Marcel Bosker Sven Kramer Patrick Roest                 | Norvège Hallgeir Engebråten Allan Dahl Johansson Sverre Lunde Pedersen       | Italie Davide Ghiotto Andrea Giovannini Michele Malfatti (en)  |
| 2024  | Heerenveen | Norvège Sander Eitrem (en) Peder Kongshaug Sverre Lunde Pedersen | Italie Davide Ghiotto Andrea Giovannini Michele Malfatti (en)                | Pays-Bas Marcel Bosker Bart Hoolwerf (nl) Chris Huizinga (nl)  |

#### Sprint
| Année | Lieu       | Or                                                             | Argent                                                                             | Bronze                                                               |
| 2018  | Kolomna    | Russie Ruslan Murashov Pavel Kulizhnikov Denis Yuskov          | Finlande Harri Levo (fi) Pekka Koskela Mika Poutala                                | Pologne Artur Nogal Piotr Michalski Sebastian Kłosiński              |
| 2020  | Heerenveen | Russie Pavel Kulizhnikov Ruslan Murashov Viktor Mushtakov (en) | Norvège Odin By Farstad (en) Håvard Holmefjord Lorentzen Bjørn Magnussen (en)      | Suisse Oliver Grob (de) Christian Oberbichler (it) Livio Wenger      |
| 2022  | Heerenveen | Pays-Bas Merijn Scheperkamp (en) Tijmen Snel (en) Kai Verbij   | Norvège Håvard Holmefjord Lorentzen Bjørn Magnussen (en) Henrik Fagerli Rukke (en) | Pologne Marek Kania (pl) Piotr Michalski Damian Żurek (pl)           |
| 2024  | Heerenveen | Pologne Marek Kania (pl) Piotr Michalski Damian Żurek (pl)     | Norvège Pål Kristensen (es) Bjørn Magnussen (en) Håvard Holmefjord Lorentzen       | Pays-Bas Stefan Westenbroek (nl) Jenning de Boo (en) Wesly Dijs (nl) |

#### Mass start
| Année | Lieu       | Or              | Argent            | Bronze                |
| 2018  | Kolomna    | Jan Blokhuijsen | Andrea Giovannini | Rouslan Zakharov      |
| 2020  | Heerenveen | Bart Swings     | Arjan Stroetinga  | Danila Semerikov (en) |
| 2022  | Heerenveen | Bart Swings     | Livio Wenger      | Rouslan Zakharov      |
| 2024  | Heerenveen | Bart Swings     | Gabriel Odor (en) | Allan Dahl Johansson  |

### Femmes

#### 500 m
| Année | Lieu       | Or             | Argent            | Bronze               |
| 2018  | Kolomna    | Vanessa Herzog | Angelina Golikova | Karolina Erbanova    |
| 2020  | Heerenveen | Olga Fatkulina | Vanessa Herzog    | Angelina Golikova    |
| 2022  | Heerenveen | Femke Kok      | Angelina Golikova | Daria Kachanova (en) |
| 2024  | Heerenveen | Femke Kok      | Jutta Leerdam     | Vanessa Herzog       |

#### 1 000 m
| Année | Lieu       | Or                  | Argent                    | Bronze               |
| 2018  | Kolomna    | Yekaterina Shikhova | Vanessa Herzog            | Marrit Leenstra      |
| 2020  | Heerenveen | Jutta Leerdam       | Daria Kachanova (en)      | Yekaterina Shikhova  |
| 2022  | Heerenveen | Jutta Leerdam       | Femke Kok                 | Daria Kachanova (en) |
| 2024  | Heerenveen | Jutta Leerdam       | Antoinette Rijpma-de Jong | Vanessa Herzog       |

#### 1 500 m
| Année | Lieu       | Or                        | Argent                  | Bronze                 |
| 2018  | Kolomna    | Lotte van Beek            | Yekaterina Shikhova     | Marrit Leenstra        |
| 2020  | Heerenveen | Ireen Wüst                | Evgeniia Lalenkova (en) | Yekaterina Shikhova    |
| 2022  | Heerenveen | Antoinette de Jong        | Ireen Wüst              | Francesca Lollobrigida |
| 2024  | Heerenveen | Antoinette Rijpma-de Jong | Marijke Groenewoud      | Joy Beune              |

#### 3 000 m
| Année | Lieu       | Or                 | Argent              | Bronze                 |
| 2018  | Kolomna    | Esmee Visser       | Carlijn Achtereekte | Natalya Voronina       |
| 2020  | Heerenveen | Esmee Visser       | Natalya Voronina    | Francesca Lollobrigida |
| 2022  | Heerenveen | Irene Schouten     | Antoinette de Jong  | Francesca Lollobrigida |
| 2024  | Heerenveen | Marijke Groenewoud | Irene Schouten      | Ragne Wiklund          |

#### Poursuite
| Année | Lieu       | Or                                                          | Argent                                                                      | Bronze                                                                           |
| 2018  | Kolomna    | Pays-Bas Lotte van Beek Marrit Leenstra Melissa Wijfje (en) | Russie Olga Graf Yekaterina Shikhova Natalia Voronina                       | Allemagne Roxanne Dufter (en) Gabriele Hirschbichler Michelle Uhrig (en)         |
| 2020  | Heerenveen | Pays-Bas Ireen Wüst Melissa Wijfje (en) Antoinette de Jong  | Russie Elizaveta Golubeva (en) Natalia Voronina Evgeniia Lalenkova (en)     | Biélorussie Maryna Zuyeva (en) Yeugeniya Vorobyova (es) Tatsiana Mikhailava (en) |
| 2022  | Heerenveen | Pays-Bas Antoinette de Jong Irene Schouten Ireen Wüst       | Norvège Marit Fjellanger Bøhm (no) Sofie Karoline Haugen (en) Ragne Wiklund | Russie Elizaveta Golubeva (en) Evgeniia Lalenkova (en) Natalya Voronina          |
| 2024  | Heerenveen | Pays-Bas Joy Beune Marijke Groenewoud Irene Schouten        | Allemagne Josie Hofmann (nl) Josephine Schlörb (es) Lea Sophie Scholz (nl)  | Suisse Jasmin Güntert (no) Ramona Härdi (en) Kaitlyn McGregor (nl)               |

#### Sprint
| Année | Lieu       | Or                                                                 | Argent                                                                          | Bronze                                                                        |
| 2018  | Kolomna    | Russie Angelina Golikova Olga Fatkulina Elizaveta Golubeva (en)    | Pays-Bas Mayon Kuipers (nl) Sanneke de Neeling (en) Letitia de Jong             | Norvège Martine Ripsrud (en) Anne Gulbrandsen (en) Sofie Karoline Haugen (en) |
| 2020  | Heerenveen | Russie Olga Fatkulina Angelina Golikova Daria Kachanova (en)       | Pays-Bas Letitia de Jong Femke Kok Jutta Leerdam                                | Pologne Natalia Czerwonka Andżelika Wójcik (en) Kaja Ziomek (en)              |
| 2022  | Heerenveen | Pologne Karolina Bosiek Andżelika Wójcik (en) Kaja Ziomek (en)     | Biélorussie Hanna Nifantava (en) Ekaterina Sloeva (en) Yeugeniya Vorobyova (es) | Norvège Ane By Farstad (no) Martine Ripsrud (en) Julie Nistad Samsonsen (en)  |
| 2024  | Heerenveen | Pays-Bas Marrit Fledderus (en) Femke Kok Antoinette Rijpma-de Jong | Pologne Andżelika Wójcik (en) Iga Wojtasik (nl) Karolina Bosiek                 | Norvège Carina Jagtøyen (no) Julie Nistad Samsonsen (en) Martine Ripsrud (en) |

#### Mass start
| Année | Lieu       | Or                     | Argent                  | Bronze                  |
| 2018  | Kolomna    | Francesca Lollobrigida | Francesca Bettrone (en) | Vanessa Herzog          |
| 2020  | Heerenveen | Irene Schouten         | Francesca Lollobrigida  | Melissa Wijfje (en)     |
| 2022  | Heerenveen | Irene Schouten         | Marijke Groenewoud      | Elizaveta Golubeva (en) |
| 2024  | Heerenveen | Marijke Groenewoud     | Irene Schouten          | Francesca Lollobrigida  |

## Tableau des médailles (1893-2020)
| Rang  | Nation             | Or  | Argent | Bronze | Total |
| ----- | ------------------ | --- | ------ | ------ | ----- |
| 1     | Pays-Bas           | 62  | 54     | 52     | 168   |
| 2     | Norvège            | 38  | 38     | 39     | 115   |
| 3     | Allemagne          | 16  | 13     | 7      | 36    |
| 4     | Russie             | 15  | 15     | 19     | 49    |
| 5     | Union soviétique   | 14  | 11     | 15     | 40    |
| 6     | Suède              | 9   | 3      | 8      | 20    |
| 7     | Allemagne de l'Est | 8   | 6      | 5      | 19    |
| 8     | Finlande           | 7   | 11     | 6      | 24    |
| 9     | Tchéquie           | 6   | 3      | 4      | 13    |
| 10    | Autriche           | 5   | 8      | 5      | 18    |
| 11    | Italie             | 3   | 7      | 4      | 14    |
| 12    | Belgique           | 1   | 2      | 1      | 4     |
| 13    | Lettonie           | 1   | 0      | 0      | 1     |
| 14    | France             | 0   | 1      | 1      | 2     |
| 15    | Pologne            | 0   | 0      | 3      | 3     |
| 16    | Biélorussie        | 0   | 0      | 1      | 1     |
| 16    | Hongrie            | 0   | 0      | 1      | 1     |
| 16    | Suisse             | 0   | 0      | 1      | 1     |
| Total | Total              | 185 | 172    | 172    | 529   |